# Oliver Ellsworth
Oliver Ellsworth (født 29. april 1745, død 26. november 1807) var en amerikansk advokat, dommer, politiker og diplomat. Han var en en amerikansk senator fra Connecticut og den tredje højesteretspræsident for De Forenede Staters Højesteret.

## Baggrund
Ellsworth blev født i Windsor, Connecticut, barn af kaptajn David og Jemima (født Leavitt) Ellsworth.